# Banu Amin

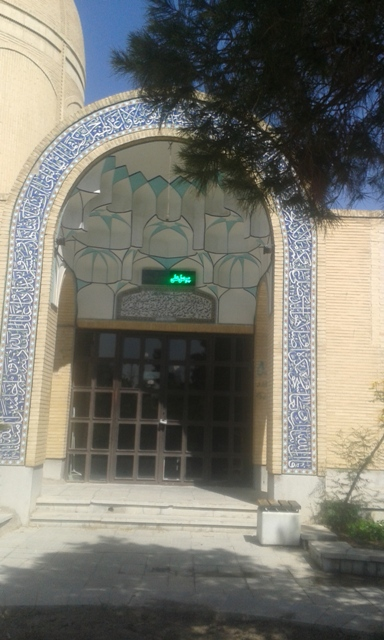
Grabstätte von Banu Amin in Isfahan

Seyyede Nosrat Begum Amin (anhörenⓘ; * 1895 in Isfahan; † 13. Juni 1983), auch als Banu Amin (anhörenⓘ; persisch بانو امين), Lady Amin oder Nosrat Amin bekannt, war eine iranische Mudschtahid und Theologin. Sie erhielt zahlreiche Idschāzas (Berechtigungen) des Idschtihād, darunter von Ajatollah Muhammad Shirazi Kazim Husseini (1873–1947) und Großajatollah Abdul Karim Haeri Yazdi (1859–1937), dem Gründer der Theologischen Hochschule von Ghom.
Sie schrieb mehrere Bücher über islamische Wissenschaften, darunter ein Tafsir in 15 Bänden, und gründete 1965 eine Maktab (Schule) in Isfahan, die Maktab-e Fatimah. Die Maktab wurde seit ihrer Gründung bis zum Jahr 1992 von Banu Amins prominentester Schülerin, Zinah al-Sādāt Humāyūnī (* 1917), geleitet. Nach 1992 übernahm Hajj Hasan Āqā Imami, ein Verwandter der Humāyūnī, die Leitung.